# Afrida sceletozona
Afrida sceletozona är en fjärilsart som beskrevs av George Francis Hampson 1914. Afrida sceletozona ingår i släktet Afrida och familjen trågspinnare. Inga underarter finns listade i Catalogue of Life.